# Cao Keqiang
Cao Keqiang, född 1921 i Taiyuan, Shanxi,  är en kinesisk diplomat och politiker. Han gick med i Kinas kommunistiska parti 1939 under det andra sino-japanska kriget. Efter Folkrepubliken Kinas grundande 1949 innehöll han en rad poster i centralregeringen och gick sedan med i den kinesiska utrikestjänsten, dar han bland annat tjänstgjorde som Kinas ambassadör i Syrien, Sverige och Frankrike.